# 공주 학봉리 요지
공주 학봉리 요지(公州 鶴峰里 窯址)는 대한민국 충청남도 공주시 반포면 학봉리에 있는 조선시대의 가마터이다.
1990년 8월 21일 대한민국의 사적 제333호로 지정되었다.

## 개요
요지란 도자기, 기와, 그릇 들을 만들어 굽던 가마터를 말한다. 대전 유성에서 동학사쪽으로 들어가면 신도안과 동학사로 가는 길이 있는데, 그 일대 계룡산 기슭에 여러 곳의 가마터가 분포한다. 그 중 이 학봉리 도요지가 중심이 되며, 15세기에서 16세기에 걸쳐 만들어진 것으로 추정된다.
일제시대에 조사된 보고서에 의하면 가마는 산록의 경사면에 여러 개를 축조하였고, 구조는 땅을 약간 파 길다란 구덩이를 만들고 천장과 벽을 진흙으로 둥글게 쌓아올린 형태라고 한다. 철화분청자·귀얄청자·백자 등이 출토되었고 그 가운데 철화분청자가 대표적이다. 그릇의 종류로는 대접·접시·술병·주전자 등 다양하며, 새겨진 무늬는 국화무늬·연꽃무늬·물고기무늬·새무늬 등 다양하다.
철화분청자의 대표적인 생산지로서 그 의미가 크며, 자유분방하고 대담한 무늬를 새긴 것으로 유명한 가마터이다.

## 같이 보기
- 구무 동굴 - 공주시 향토문화유적 기념물 제30호

## 참고 자료
- 공주 학봉리 요지 - 국가유산청 국가유산포털